# 阿尔泰山楂
阿尔泰山楂（学名：Crataegus altaica）为蔷薇科山楂属下的一个种。

## 扩展阅读
- 維基物種上的相關：阿尔泰山楂